# Lepidopilidium wainioi
Lepidopilidium wainioi är en bladmossart som beskrevs av Brotherus 1907. Lepidopilidium wainioi ingår i släktet Lepidopilidium och familjen Hookeriaceae. Inga underarter finns listade i Catalogue of Life.